# Molophilus (Molophilus) riawunna
Molophilus (Molophilus) riawunna is een tweevleugelige uit de familie steltmuggen (Limoniidae). De soort komt voor in het Australaziatisch gebied.